# Anastasiya Rybakova
Anastasiya Rybakova (en biélorusse : Настасся Рыбакова) est une gymnaste rythmique biélorusse, née le 23 avril 2000 à Hrodna (Biélorussie).

## Palmarès

### Championnats du monde
- Kitakyūshū 2021
  -  Médaille de bronze par équipe.
  -  Médaille de bronze du concours général en groupe.

### Championnats d'Europe
- Varna 2021
  -  Médaille d'argent par équipe.

### Jeux européens
- Minsk 2019
  -  Médaille d'or du concours général en groupe.
  -  Médaille d'or en groupe 3 cerceaux + 4 massues.
  -  Médaille de bronze en groupe 5 ballons.